# قفل الكعبة

صورة لباب الكعبة المشرفة ويظهر فيها قفل الكعبة

قفل الكعبة هو قفلٌ يقفل به باب الكعبة المشرفة وهو قفلٌ مصنوع من الذهب الخالص خصيصاً للكعبة المشرفة وهذا القفل تمت صناعته للباب حين أُريد تغيير القفل القديم، والذي يعود تاريخه إلى عهد السلطان عبد الحميد سنة (1309 هـ)، وذلك بنفس مواصفات القفل القديم بما يناسب التصميم الخاص بالباب الجديد، مع زيادة ضمانة الإغلاق دون الحاجة إلى صيانة.

## تاريخ القفل والمفتاح
تبرز أهم المراجع التاريخية إلى أن خلفاء وسلاطين العصر العباسي والعصر المملوكي والعصر العثماني كانوا يرسلون هذه الأقفال والمفاتيح لاستخدامها في غلق وفتح باب الكعبة، وذلك أثناء ترميم الكعبة أو في بعض المناسبات الأخرى.
وأصبحت الأقفال تصنع من الحديد ويكتب عليها بالذهب والفضة بطريقة التكفيت ثم تفنن الصانعون باستخدام الزخارف الكتابية بخطوط عربية في غاية الجمال، خصوصا مع التزام السلاطين والحكام باستمرار الأقفال.
وآخر قفل ومفتاح في العصر العثماني لباب الكعبة المشرفة، هو قفل ومفتاح أمر بصنعهما السلطان عبد الحميد خان في سنة 1309هـ، وقد بقي هذا القفل والمفتاح على باب الكعبة إلى العهد السعودي، إلى أن تم استبدال الباب بأمر الملك خالد بن عبد العزيز آل سعود، وذلك في سنة 1398هـ.
وذكرت وكالة «رويترز» أن هناك 58 مفتاحا مسجلا للكعبة كلها معروضة في متاحف، منها 54 في متحف «توبكابي» في إسطنبول واثنان في مجموعة نهاد السعيد وواحد في متحف اللوفر بباريس وواحد في متحف الفن الإسلامي بالقاهرة.

## القفل والمفتاح الحالي
قفل الكعبة ومفتاحها الجديد صنعا من مادة النيكل المطلي بالذهب عيار 18، وكتب على الوجه الأول «لا إله إلا الله محمد رسول الله» وعلى الوجه الثاني «إهداء من خادم الحرمين الشريفين» وعلى الوجه الثالث «الملك عبد الله بن عبد العزيز آل سعود» وعلى الوجه الرابع «سنة ألف وأربع مئة وأربع وثلاثين» وعلى الوجه الخامس ﴿جَعَلَ اللَّهُ الْكَعْبَةَ الْبَيْتَ الْحَرَامَ قِيَامًا لِّلنَّاسِ﴾ وعلى الوجه السادس ﴿إِنَّ أَوَّلَ بَيْتٍ وُضِعَ لِلنَّاسِ لَلَّذِي بِبَكَّةَ مُبَارَكًا وَهُدًى لِّلْعَالَمِينَ﴾.